# Fédération équatorienne de football
Pour les articles homonymes, voir FEF.
La Fédération équatorienne de football (Federación Ecuatoriana de Fútbol (es) FEF) est une association regroupant les clubs de football d'Équateur et organisant les compétitions nationales et les matchs internationaux de la sélection d'Équateur.
La fédération nationale d'Équateur est fondée en 1925. Elle est affiliée à la FIFA depuis 1926 et est membre de la CONMEBOL depuis 1926.
Le siège de la direction est situé Avenida Las Aguas y Calle Alianza à Guayaquil.